# 미우라 오사무
미우라 오사무(일본어: 三浦 修, 1989년 6월 24일 ~ )는 일본의 전 축구 선수이다.

## 구단 경력
과거 가이나레 돗토리에서 활동하였다.